# Ústava Republiky Slovinsko
Ústava Republiky Slovinsko (slovinsky: Ustava Republike Slovenije) je nejvyšší právní předpis Slovinska přijatý 23. prosince 1991. Slovinská ústava má deset hlav a 174 článků.

## Příprava ústavy
S postupným uvolňováním poměrů v socialistickém Slovinsku začaly diskuse o nové ústavě. Stávající republiková ústava z roku 1974 byla od září 1989 modifikována skoro stovkou dodatků, což se nejevilo dlouhodobě jako únosné. Již v dubnu 1988 vznikl ve spolupráci sociologů a spisovatelů návrh ústavy (sociologická ústava, resp. spisovatelská ústava), jejíž hlavním tématem byla existence samostatného na Jugoslávii nezávislého Slovinska. Druhý návrh ústavy pochází z března 1990 a bývá spojován především s koalicí DEMOS, ale na jeho přípravě se podíleli i představitelé postkomunistů. DEMOSovská ústava měla stejná východiska jako ústava spisovatelská, ale v návrhu byla patrná participace právníků.
Na základě usnesení slovinského parlamentu z června 1990 započaly skutečné práce na nové ústavě. Vznikla skupina pro přípravu ústavy ve složení Franc Grad, Tine Hribar, Peter Jambrek, Tone Jerovšek, Matevž Krivic a Anton Petenič, koordinátorem skupiny byl Jambrek, odborným tajemníkem Miroslav Cerar mladší. Práce skupiny probíhala v hotelu Podvin, a tak se pro návrh ústavy dostalo označení Podvinská ústava. Ústava se inspirovala ústavami Německa, Bavorska a Rakouska. Text byl předložen politickým stranám k diskusi a dopracování. Strany měly zájem na udržení pozic, které jim poskytovala dosavadní ústava z roku 1974, a tak byla s předchozí ústavou nakonec zachována určitá kontinuita. Stranám se však nepodařilo pro odpor veřejného mínění prosadit nepřímou volbu prezidenta. Ústava byla přijata na první výročí referenda o samostatnosti Slovinska.

## Obsah
Slovinská ústava začíná prohlášením, které definuje východiska ústavy. První hlava – Obecná ustanovení (Splošne določbe) – klasifikuje Slovinsko jako demokratickou, právní a sociální republiku, ve které moc pochází z lidu. Hlava první pak dále upravuje územní jednotu a nedělitelnost, akcentuje lidská práva a svobody, prohlašuje oddělení státu od církve, upravuje státní symboly (vlajku, znak a hymnu), hlavní město a úřední jazyky. Do hlavy první byla později zapracována i obecná úprava přechodu práv na mezinárodní organizaci, což bylo učiněno v souvislosti se vstupem Slovinska do EU. Hlava druhá – Lidská práva a svobody (Človekove pravice in temeljne svoboščine) – obsahuje katalog základních práv a svobod (rovnost před zákonem, nedotknutelnost lidského života, zákaz mučení, ochrana osobní svobody, uvalení a trvání vazby, ochrana osobních a osobnostních práv, právo na soudní ochranu, právo na opravné prostředky, presumpce neviny, záruky zákonného procesu, právo na soukromé vlastnictví aj.). Zvláštní úprava je věnována právům italské a maďarské národnostní skupiny a Romům. Hlava třetí – Hospodářské a sociální poměry (Gospodarska in socialna razmerja) – upravuje zejména ochranu práce, vlastnictví, vyvlastnění a svobodu odborů. Nejrozsáhlejší je hlava čtvrtá – Státní zřízení (Državna ureditev) – upravující Státní shromáždění, Státní radu, prezidenta, vládu, správu, obranu státu, soudnictví, státní zastupitelství, právní zastoupení a notářství. Hlava pátá – Samospráva (Samouprava) – upravuje samosprávu v obcích, jiných místních společenstvích a v oblasti společenských aktivit. Hlava šestá – Veřejné finance (Javne finance) – upravuje financování státní státu a samosprávy, daně, státní rozpočet a Účetní dvůr RS a Centrální banku. Hlava sedmá řeší Ústavnost a zákonnost (Ustavnost in zakonitost). Hlava osmá Ústavní soud (Ustavno sodišče) a hlava devátá upravuje Řízení o změně ústavy (Postopek za spremembo ustave). Poslední desátá hlava upravuje Přechodná a závěrečná ustanovení (Prehodne in končne določbe).

## Dodatky
Od přijetí ústavy bylo přijato sedm dodatků:
- Ústavní dodatek k čl. 68 Ústavy (14. červenec 1997, UL RS 42/97) upravoval otázku nabývání vlastnictví cizinci, byl opět upraven v roce 2003.[19]
- Ústavní dodatek k čl. 80 Ústavy (26. červenec 2000, UL RS 66/2000) přidal pátý odstavec, podle kterého jsou poslanci – s výjimkou poslanců volených za národnostní menšiny – voleni poměrným volebním systémem.[19]
- Ústavní dodatek k hlavě I. a čl. 47 a 68 Ústavy (7. březen 2003, UL RS 24/2003) přidal čl. 3a, který upravuje přechod pravomocí na mezinárodní organizaci za podmínky mezinárodní smlouvy ratifikované dvoutřetinovou většinou, změna čl. 47 pak zakládá možnost vydání občanů Slovinska do ciziny, pokud je povinnost vydání nebo předání stanovena smlouvou dle čl. 3a a ve čl. 68 byla založena možnost nabývání vlastnického práva cizinci i ratifikovanou mezinárodní smlouvou. Tyto úpravy souvisely se vstupem Slovinska do EU, úprava ale byla provedena obecně.[19]
- Ústavní dodatek k čl. 14 Ústavy (15. červen 2004, UL RS 69/04) doplnil do čl. 14 slovo postižení.[19]
- Ústavní dodatek k čl. 43 Ústavy (15. červen 2004, UL RS 69/04) zavedl odkaz na zákonné opatření na podporu rovných příležitostí mužů a žen ve volbách na celostátní a nižší úrovni.[19]
- Ústavní dodatek k čl. 50 Ústavy (15. červen 2004, UL RS 69/04) doplnil do prvního odstavce čl. 50 právo na důchod.[19]
- Ústavní dodatek k čl. 121, 140 a 143 Ústavy (20. červen 2006, UL RS 68/06) v čl. 121 změnil nadpis a vypustil první odstavec, podle kterého úkoly správy vykonávala bezprostředně ministerstva, čl. 140 odst. 2 nově nevyžadoval pro přenos státní správy na samosprávná společenství jejich předchozí souhlas, ale nutnost poskytnutí finančních prostředků a změnil čl. 143, který nově upravuje kraje.[19]